# Kromnów (województwo mazowieckie)
Kromnów (niem. Deutsch Kromnow) – wieś w Polsce położona w województwie mazowieckim, w powiecie sochaczewskim, w gminie Brochów.
Wieś wchodzi w skład sołectwa Kromnów, Gorzewnica.
| SIMC    | Nazwa                | Rodzaj    |
| ------- | -------------------- | --------- |
| 1056787 | Dąbrowa              | część wsi |
| 1057255 | Kromnów Nadwiślański | część wsi |

Wieś duchowna Kromnowo położona była w drugiej połowie XVI wieku w powiecie sochaczewskim ziemi sochaczewskiej województwa rawskiego. W latach 1975–1998 miejscowość administracyjnie należała do województwa warszawskiego.

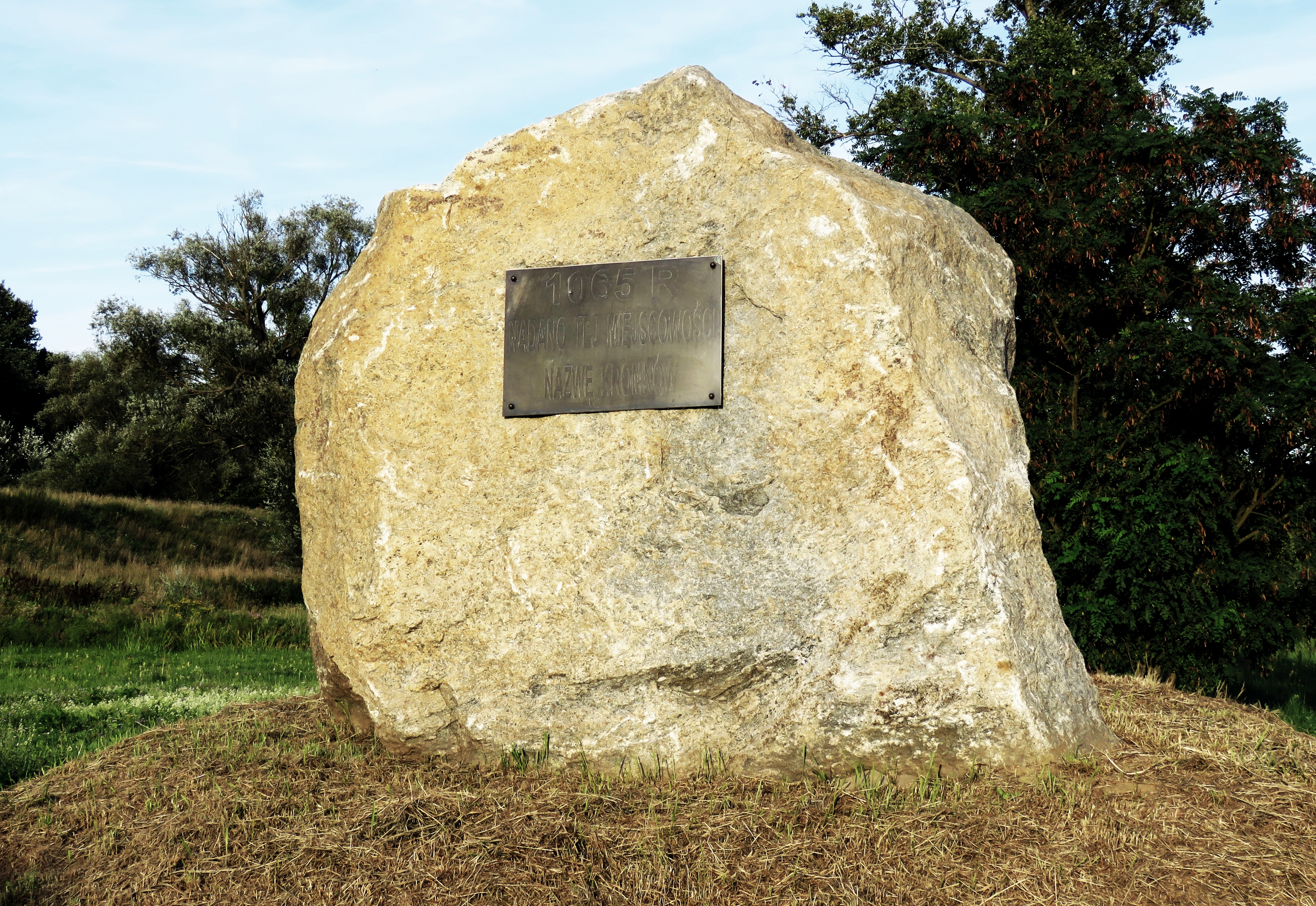
Głaz upamiętniający nadanie miejscowości nazwy w 1065 roku

## Historia
Kromnów to jedna z najstarszych puszczańskich wiosek. Jan Długosz wymienił jej nazwę już w 1065 r. Nazwa pochodzi od słowa kroma czyli krawędź. Oskar Kolberg spisał legendę o św. Jacku Odrowążu, który udawał się do Kamiona po drugiej stronie Wisły i przeprawiał się w Kromnowie. Nie znalazłszy łodzi rozrzucił na wodzie swój płaszcz i przeszedł rzekę suchą nogą.
Z Kromnowem wiąże się ciekawy epizod historyczny. W tym miejscu w 1410 r. Władysław Jagiełło z wojskami małopolskimi przekraczał rzekę. Odbyło się to przez najstarszy znany moście na Wiśle. Był to tzw. most łyżwowy, który zbudowano wcześniej pod Kozienicami, spławiono Wisłą, a pod Czerwińskiem zmontowano. Był to odpowiednik dzisiejszych wojskowych mostów pontonowych. Twórcą mostu był mistrz Jarosław z Kozienic. Most ten następnie spławiono do Płocka, gdzie miał oczekiwać następnej okazji do wykorzystania.
W latach 20. w Kromnowie zaczęli osiedlać się Olędrzy. Wieś została podzielona na część niemiecką z parafią ewangelicką w Iłowie oraz część polską z parafią katolicką w Brochowie.
W 1846 r. we wsi przebywał Oskar Kolberg.

## Zwiedzanie
Na terenie miejscowości znajduje się dawny cmentarz mennonitów.
Za wałem ochronnym można zobaczyć trzy imponujące drzewa widoczne z szosy. Są to: topola czarna, czyli sokora, o obwodzie 821 cm, zwana Kromnowską Topolą, Nadwiślański Dąb o 550 cm w obwodzie (już nieżyjący) oraz dąb szypułkowy o obwodzie 380 cm.